# Barrio Segundo
Barrio Segundo är en ort i Mexiko.   Den ligger i kommunen Mixtla de Altamirano och delstaten Veracruz, i den sydöstra delen av landet, 240 km öster om huvudstaden Mexico City. Barrio Segundo ligger 1 694 meter över havet och antalet invånare är 962.
Terrängen runt Barrio Segundo är bergig åt nordost, men åt sydväst är den kuperad. Runt Barrio Segundo är det ganska tätbefolkat, med 199 invånare per kvadratkilometer. Närmaste större samhälle är Zongolica, 7,9 km norr om Barrio Segundo. I omgivningarna runt Barrio Segundo växer huvudsakligen savannskog.